# Orsalhèr

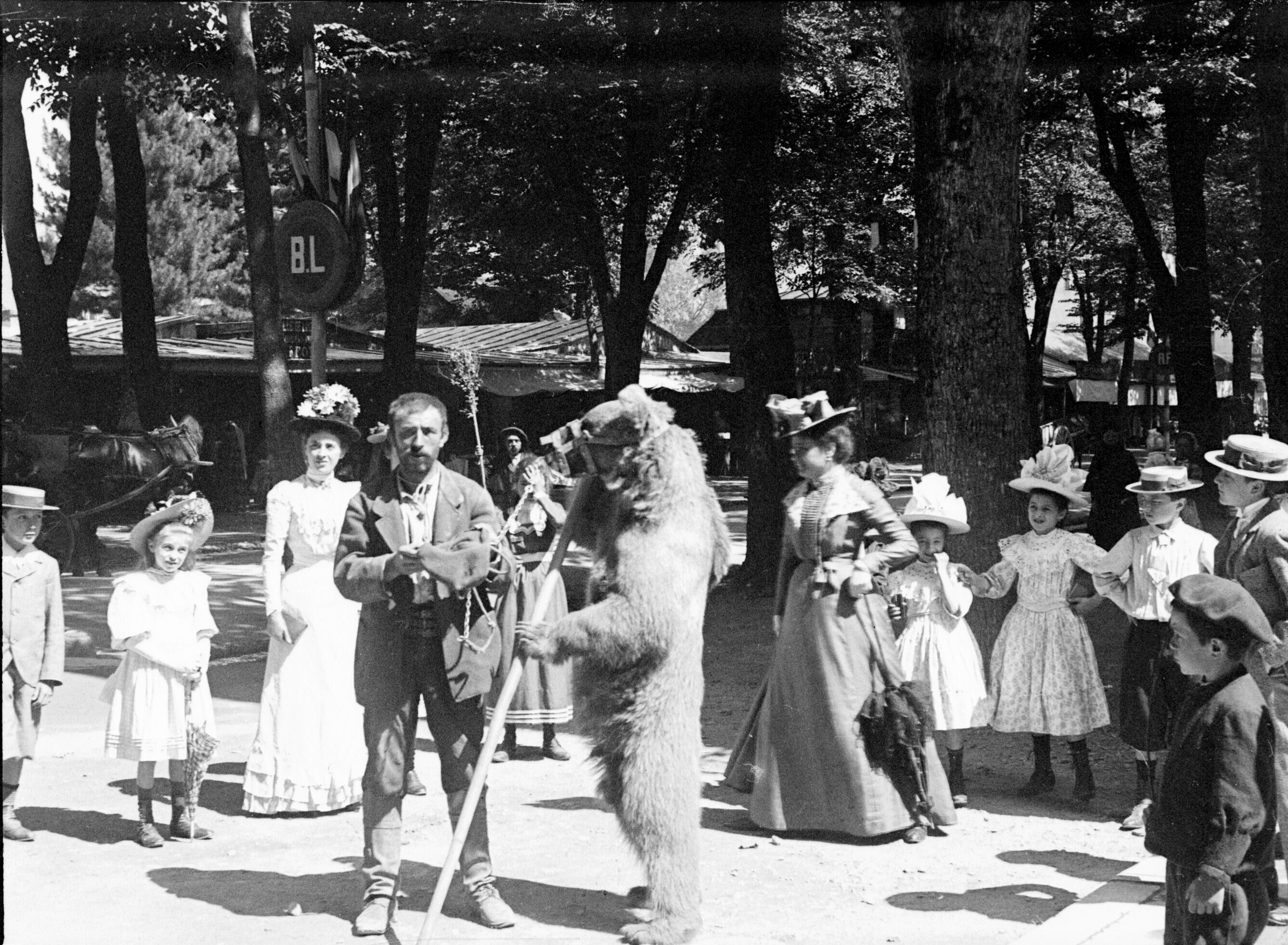
Un orsalhèr a Luishon (fotografiat per Eugèni Trutat)

L'orsalhèr (mot occità, també orsalhièr) era una figura tradicional dins la cultura occitana que combinava habilitats de veterinari, ferrer i curandero d’animals, especialment dedicada a la cura i manteniment dels cavalls i altres bèsties de càrrega. La seva tasca era essencial en una societat agrícola i rural, on els animals eren un recurs fonamental per al treball i la subsistència. L'ofici de l'orsalhèr no només representa un testimoni de l'enginy i la saviesa popular, sinó també un símbol de la relació profunda entre l'ésser humà i els animals en la vida quotidiana d'èpoques passades.
Als Pirineus, l'os era capturat quan era un ossall i era criat en un estable. A l'edat d'un any, havia de passar l'operació de l'argolla. Després d'haver-lo lligat, l'orsalhèr li traucava el nas i el llavi superior per fer-hi passar una anella. Així, per mitjà de l'anella i d'una corda, l'home era capaç de dominar i dirigir aquest animal, que podia ser ferotge. Després de domar l'os, i d'haver-li ensenyat a fer algunes voltes sobre si mateix, l'orsalhèr començava el seu itinerari d'espectacles pels carrers.
A les àrees muntanyoses (a l'Arièja a Occitània, als Abruços a Itàlia i als Balcans) de l'Europa occidental i central, aquesta tradició es va desenvolupar molt. Es coneix des de l'edat mitjana, però quan va fer més forrolla va ser durant el segle xix. L'origen no és clar, però probablement va ser importada pels roms. Els orsalhèrs eren presents a les festes majors dels pobles i les viles. Avui, gairebé han desaparegut del tot: només alguns espais especialitzats i circs mantenen viva la tradició.
L'any 1984 es va fer el film en occità L'Orsalhèr, dirigit per Joan Flechet, que relatava la vida d'un orsalhèr i de la seva bèstia.

## Història
Els orsalhèrs van ser presents a Europa durant l'edat mitjana, sobretot durant el segle xiii. Tot i això, a l'Europa occidental aquesta tradició es va perdre, mentre que a la part oriental va perdurar. Avui, l'ofici es preserva a algunes àrees de l'Europa central i oriental, a l'Índia i a Sibèria. Tanmateix, després de certes pressions d'associacions per la defensa dels animals, com ara la PETA, una part important d'aquests ossos han estat alliberats.

## Distribució
Els orsalhèrs provenien de regions rurals, muntanyoses i pobres. Sovint també venien de poblacions marginades socialment, com ara els gitanos.

### Occitània

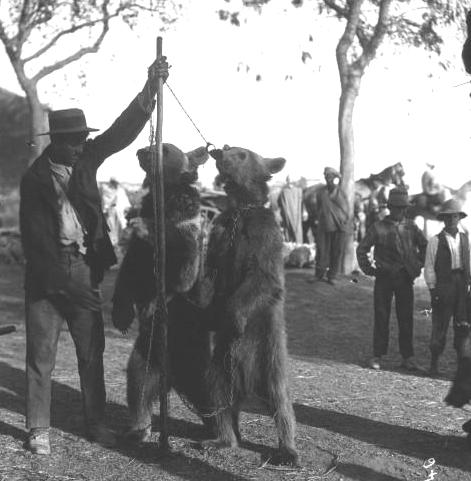
Un orsalhèr i els seus dos ossos a la Camarga

Va ser a partir del segle xix, que l'ofici d'orsalhèr es va desenvolupar als Pirineus occitans, més que més a les valls d'Alet (a Uston) i de Garbet (Èrce, Aulús i Ost). En terres occitanes es podien trobar dues menes d'orsalhèrs: els llenguadocians, que venien de pobles pirinencs i es reconeixien pel seu bonet; i els gitanos, que es reconeixien gràcies al seu barret de vores amples. A Èrce hi hagué una escola d'ossos que, cap al 1890, comptava, aparentment, amb una cinquantena d'orsalhèrs més o menys prestigiosos, com ara els germans Ajàs, Joan Barat, Alexis Cau i el més famós de tots, Baptista Faur Crostet, anomenat Tatai (que tocava el cornetí per fer venir els espectadors). La carrera d'aquest últim va ser internacional, primer per Europa, i després pel Canadà i els Estats Units, on va morir el seu os, que va ser dissecat i exposat al Museu de Nova York.
A finals del segle xix, la demanda d'ossos va ser molt important i va contribuir granment a la minva de les poblacions autòctones dels Pirineus. A Marsella va créixer un mercat de venda d'ossos provinents dels Balcans. L'ofici va desaparèixer a Occitània després de la Primera Guerra Mundial. Cap a finals del XX, es va decidir reintegrar l'animal als Pirineus amb espècies vingudes de l'est.

### Abruços i Parma
A Itàlia, la doma dels ossos va conèixer una forta implantació, sobretot a la regió dels Abruços. Els orsanti (orsalhèrs en italià) provenien, majoritàriament, de la regió de Parma. Tenen el seu museu, el Museo degli orsanti, que relata llur vida a Compiano. A Bedonia, poble de la mateixa província, un registre parroquial de l'any 1767 fa menció d'un do ofert per dos germans, fet a la tornada de "dos anys [passats] a Alemanya amb un os i una monina".
Després d'un any de la doma de l'animal, que havien comprat a Abruços amb els diners obtinguts de la venda d'una part important dels seus bens, o fins i tot de la totalitat, els orsalhèrs se n'anaven en campanyes que acostumaven a durar cap a dos anys. Travessaven els Alps a peu i es dirigien cap a Alemanya o altres països de l'Europa oriental. Cada dia feien un espectacle a les places dels pobles i viles que travessaven. Els que no morien durant el seu periple, o bé s'instal·laven una altra vegada a casa seva després mantes gires, o bé se n'anaven encara més lluny, cap a països més distants com Rússia, Finlàndia, Noruega o fins i tot el continent americà. Els orsanti van inspirar l'escriptor francès Hector Malot en la creació del personatge Vitalis de l'obra Sans famille. Alguns d'ells van ser els precursors de la gent del circ, que van muntar companyies que exhibien tota mena d'animals, d'exòtics i de coneguts. Lentament, doncs, es va anar passant del viatge isolat a la companyia, de l'os a la resta d'animals, del circ als cavallets de fusta; pot trobar-se entre aquells descendents dels orsanti italians un dels promotors del Luna Park de Nova York. Els orsalhèrs i altres rodamons van obrir la ruta a les migracions massives que van tenir lloc a Itàlia de finals del segle xix i a començaments del xx.

### Els Balcans

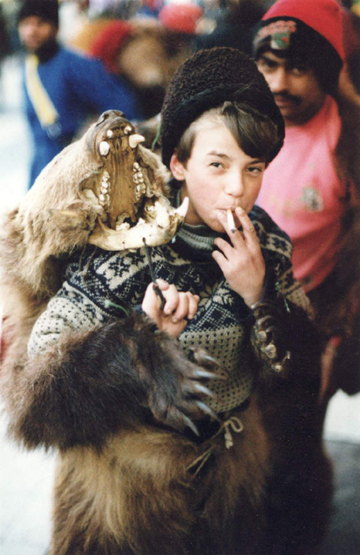
Noi rom Ursar, a Hongria.

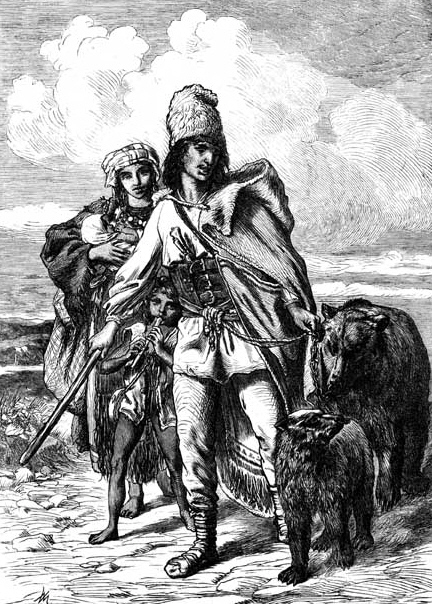
Família Ursari a Transsilvània (Gravació de 1869)

Als Balcans, aquest ofici va donar nom a un grup de roms: els ursari, que practicaven una forta endogàmia per tal de preservar les seves tradicions. Aquell grup era originari de Romania, com ho indica el seu nom (urs és os en romanès), però les migracions han fet que els trobem en països veïns. D'aquesta manera, trobem famílies d'orsalhèrs que tenen altres noms, com ara els meckari a Bulgària i a Sèrbia (on mecka significa 'os'), els arushgjike a Albània i a Kosovo o els arkoudhiares a Grècia.

### Índia

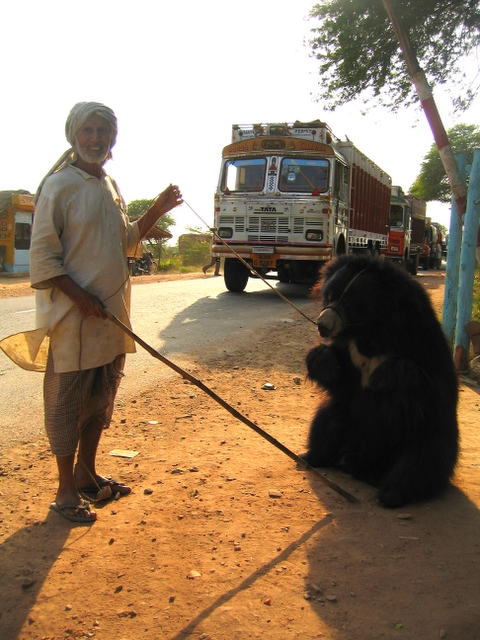
Un orsalhèr i el seu os a Pushkar l'any 2003

Fins no fa gaire, els ossos eren una atracció a peu de carrer en una gran part de l'Índia. La presència d'orsalhèrs devia ser antiga i considerable, a la vall de l'Indus, ja que hi ha estàtues d'ossos que fan pensar que eren emprats per divertir des de fa molt de temps.